# موزخوار گونه‌سفید
موزخوار گونه‌سفید (نام علمی: Tauraco leucotis) نام یک گونه از سرده موزخوارهای اصلی است.